# 57. Tour de Corse

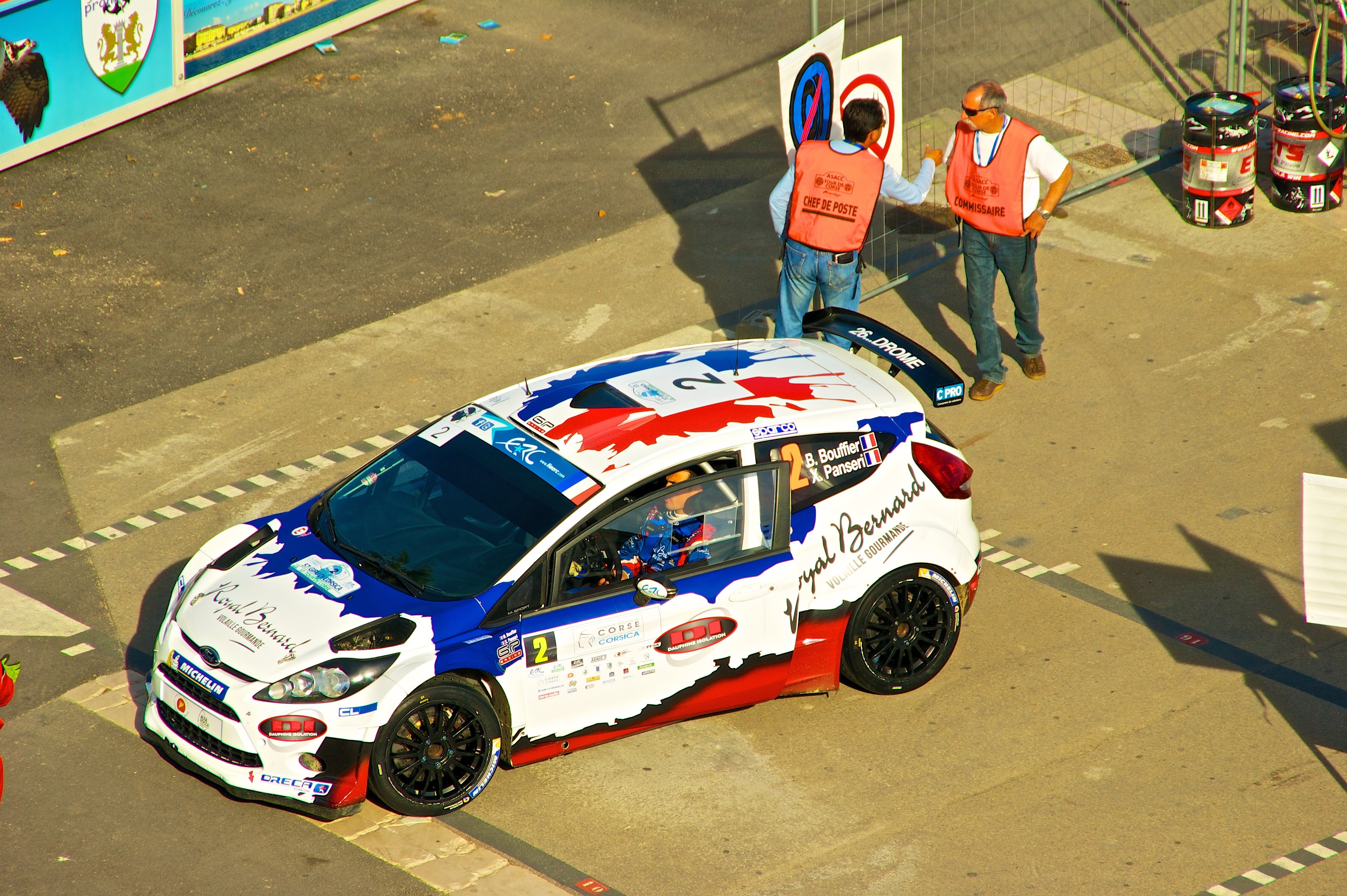
Bryan Bouffier podczas Rajdu Koryski 2014 zajął drugie miejsce

Rajd Korsyki 2014 (57. Tour de Corse) – 57 edycja Rajdu Korsyki rozgrywanego we Francji. Rozgrywany był od 7 do 9 listopada 2014 roku. Była to dwunasta runda Rajdowych Mistrzostw Europy w roku 2014. Składał się z 11 odcinków specjalnych. Do udziału w rajdzie zgłosiły się dwie polskie załogi:
| Nr startowy | Kierowca             | Pilot             | Samochód           | Klasa                    |
| ----------- | -------------------- | ----------------- | ------------------ | ------------------------ |
| 4           | Kajetan Kajetanowicz | Jarosław Baran    | Ford Fiesta R5     | RC2, ERC                 |
| 30          | Aleksander Zawada    | Cathy Derousseaux | Peugeot 208 VTi R2 | ERC, ERC 2WD, ERC Junior |

.

## Zwycięzcy odcinków specjalnych[5]
| Dzień       | Numer odcinka | Nazwa odcinka                       | Długość  | Zwycięzca odcinka                        | Nr Sam. | Samochód        | Czas    | Śr. pr.    | Lider rajdu                              |
| ----------- | ------------- | ----------------------------------- | -------- | ---------------------------------------- | ------- | --------------- | ------- | ---------- | ---------------------------------------- |
| 7 listopada | OS1           | Palavese-Le barrage de L'Ospedale 1 | 14.93 km | Stéphane Sarrazin Jacques-Julien Renucci | 10      | Ford Fiesta RRC | 8:12.2  | 109.2 km/h | Stéphane Sarrazin Jacques-Julien Renucci |
| 7 listopada | OS2           | Sorbollano-Acoravo 1                | 26.11 km | Bryan Bouffier Xavier Panseri            | 2       | Ford Fiesta RRC | 15:35.7 | 100.5 km/h | Stéphane Sarrazin Jacques-Julien Renucci |
| 7 listopada | OS3           | Sartene-Orone 1                     | 26.66 km | Bryan Bouffier Xavier Panseri            | 2       | Ford Fiesta RRC | 17:13.5 | 92.9 km/h  | Bryan Bouffier Xavier Panseri            |
| 7 listopada | OS4           | Palavese-Le barrage de L'Ospedale 2 | 14.93 km | Stéphane Sarrazin Jacques-Julien Renucci | 10      | Ford Fiesta RRC | 8:08.5  | 110.0 km/h | Stéphane Sarrazin Jacques-Julien Renucci |
| 7 listopada | OS5           | Sorbollano-Acoravo 2                | 26.11 km | Bryan Bouffier Xavier Panseri            | 2       | Ford Fiesta RRC | 15:35.6 | 100.5 km/h | Stéphane Sarrazin Jacques-Julien Renucci |
| 7 listopada | OS6           | Sartene-Orone 2                     | 26.66 km | Bryan Bouffier Xavier Panseri            | 2       | Ford Fiesta RRC | 17:03.8 | 93.7 km/h  | Stéphane Sarrazin Jacques-Julien Renucci |
| 8 listopada | OS7           | Acqua Doria- Bellevalle             | 28.26 km | Stéphane Sarrazin Jacques-Julien Renucci | 10      | Ford Fiesta RRC | 16:55.9 | 100.1 km/h | Stéphane Sarrazin Jacques-Julien Renucci |
| 8 listopada | OS8           | Bastelica-Tavera 1                  | 17.27 km | Stéphane Sarrazin Jacques-Julien Renucci | 10      | Ford Fiesta RRC | 11:25.8 | 90.7 km/h  | Stéphane Sarrazin Jacques-Julien Renucci |
| 8 listopada | OS9           | Sarrola-Liamone 1                   | 26.65 km | Stéphane Sarrazin Jacques-Julien Renucci | 10      | Ford Fiesta RRC | 17:31.5 | 91.2 km/h  | Stéphane Sarrazin Jacques-Julien Renucci |
| 8 listopada | OS10          | Bastelica-Tavera 2                  | 17.27 km | Stéphane Sarrazin Jacques-Julien Renucci | 10      | Ford Fiesta RRC | 11:21.2 | 91.3 km/h  | Stéphane Sarrazin Jacques-Julien Renucci |
| 8 listopada | OS11          | Sarrola-Liamone 1                   | 26.65 km | Bryan Bouffier Xavier Panseri            | 2       | Ford Fiesta RRC | 17:23.1 | 92.0 km/h  | Stéphane Sarrazin Jacques-Julien Renucci |

## Wyniki rajdu[4]
| Miejsce | Kierowca                 | Pilot                  | Samochód                   | Czas      | Strata   | Pkt ERC |
| ------- | ------------------------ | ---------------------- | -------------------------- | --------- | -------- | ------- |
| 1       | Stéphane Sarrazin        | Jacques-Julien Renucci | Ford Fiesta RRC            | 2:36:48.4 | -        | 25+14   |
| 2       | Bryan Bouffier           | Xavier Panseri         | Ford Fiesta RRC            | 2:37:07.3 | +18.9    | 18+12   |
| 3       | Kevin Abbring            | Sebastian Marshall     | Peugeot 208 T16            | 2:38:26.6 | +1:38.2  | 15+10   |
| 4       | Eric Camilli             | Benjamin Veillas       | Peugeot 207 S2000          | 2:39:12.5 | +2:24.1  | 12+8    |
| 5       | Romain Dumas             | Denis Giraudet         | Porsche 997 GT3 RS 4.0 RGT | 2:42:30.3 | +5:41.9  | 10+4    |
| 6       | Bruno Magalhães          | Carlos Magalhães       | Peugeot 208 T16            | 2:43:18.3 | +6:29.9  | 8+2     |
| 7       | Jean-Matthieu Leandri    | Fabrice Gordon         | Ford Fiesta R5             | 2:44:21.9 | +7:33.5  | 6+3     |
| 8       | Jaromír Tarabus          | Daniel Trunkát         | Škoda Fabia S2000          | 2:44:39.7 | +7:51.3  | 4       |
| 9       | Pierre-Antoine Guglielmi | Jean Noël Vesperini    | Renault Clio R3            | 2:47:07.4 | +10:19.0 | 2       |
| 10      | Laurent Reuche           | Jean Deriaz            | Renault Clio RS R3T        | 2:50:09.4 | +13:21.0 | 1       |